# Odoardo Tabacchi
Edoardo Tabacchi est un sculpteur italien né à Valganna, le 19 décembre 1831 – mort à Milan le 23 mars 1905.

## Biographie

### Formation
Edoardo Tabacchi a été un élève de l'Académie des beaux-arts de Brera (Accademia di Brera), ensuite il a travaillé dans les ateliers d'autres sculpteurs à Milan puis à Rome (où il a gagné un concours en 1851 lui permettant d'être pensionné pendant trois ans), Florence et Naples. Il a eu son propre atelier à Milan entre 1860 et 1868, et s'est principalement intéressé à la sculpture monumentale. Il a ensuite choisi de s'installer à Turin où il est devenu professeur à l'Accademia Albertina des beaux-arts, en 1867, à la demande de son prédécesseur, Vincenzo Vela.

### Œuvres
Il a réalisé :
- le Monument à Cavour de Milan, avec Antonio Tantardini (it),
- les tombes Cuzzetti et Sedaboni dans le cimetière Vantiniano de Brescia,
- les monuments à Pietro Paleocapa et Giuseppe Garibaldi, à Turin,
- le monument à Ugo Foscolo et la statue équestre de Umberto Ier à Asti, place Cairoli,
- le monument aux morts du Fréjus, réalisé avec Luigi Belli (it), 1879,
- le monument à Arnaud de Brescia (Arnaldo da Brescia), à Brescia, en 1883,
- le monument à Giovanni Lanza de Casale Monferrato, en 1887.

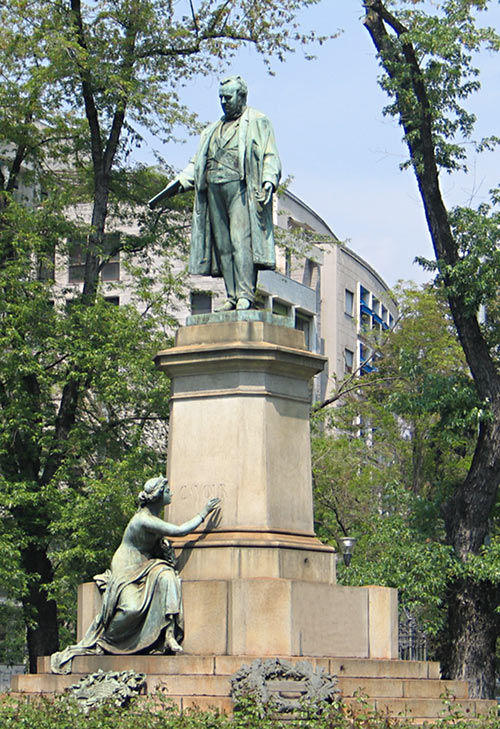
Monument à Cavour
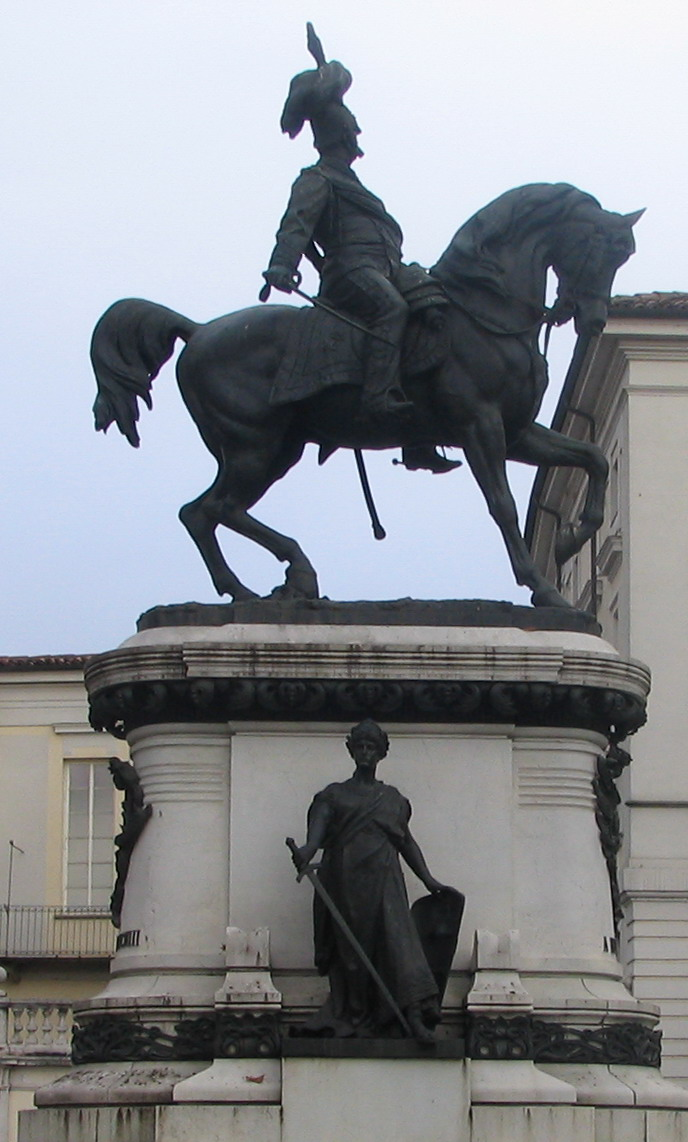
Statue équestre d'Umberto Ier
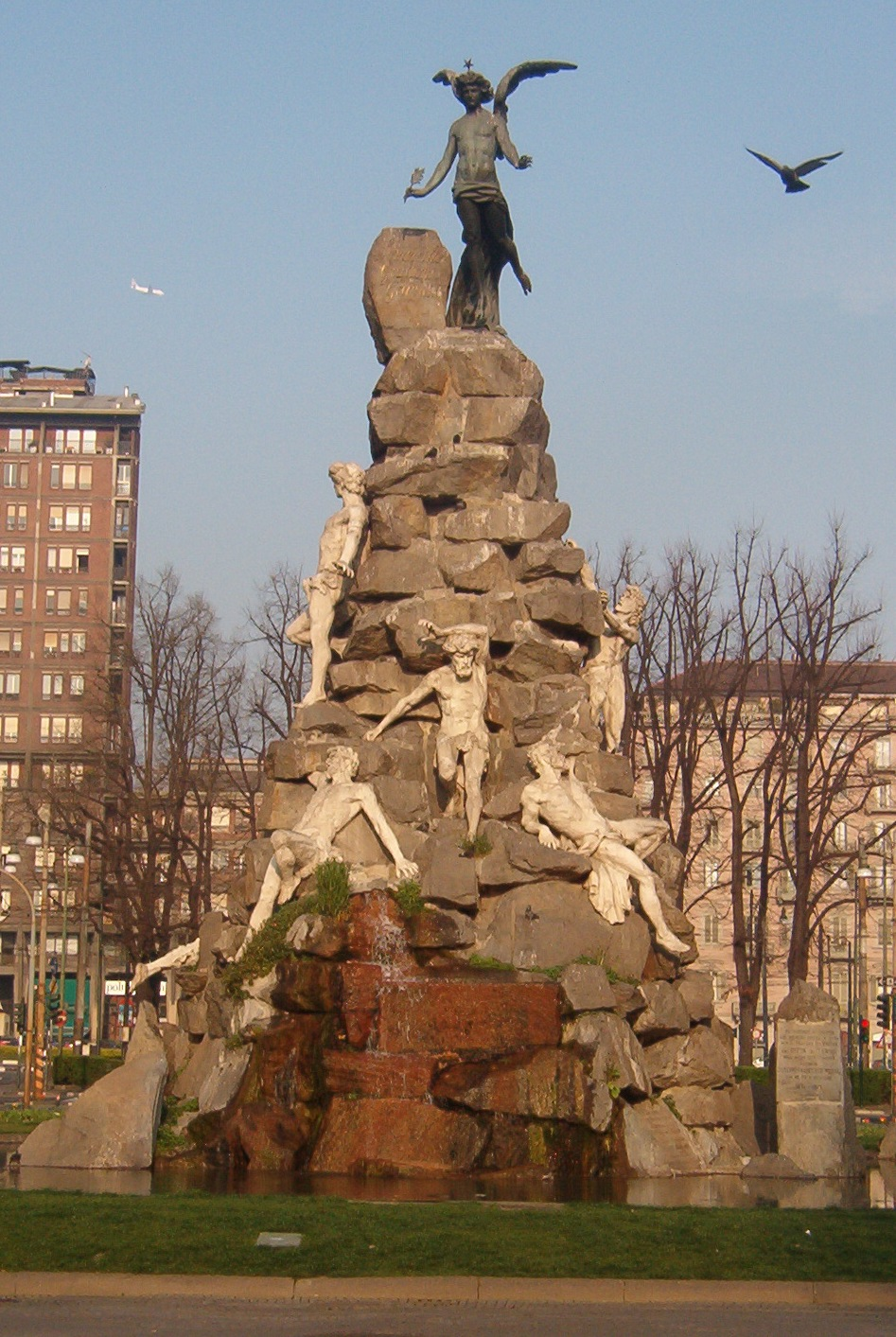
Monument aux morts du Fréjus
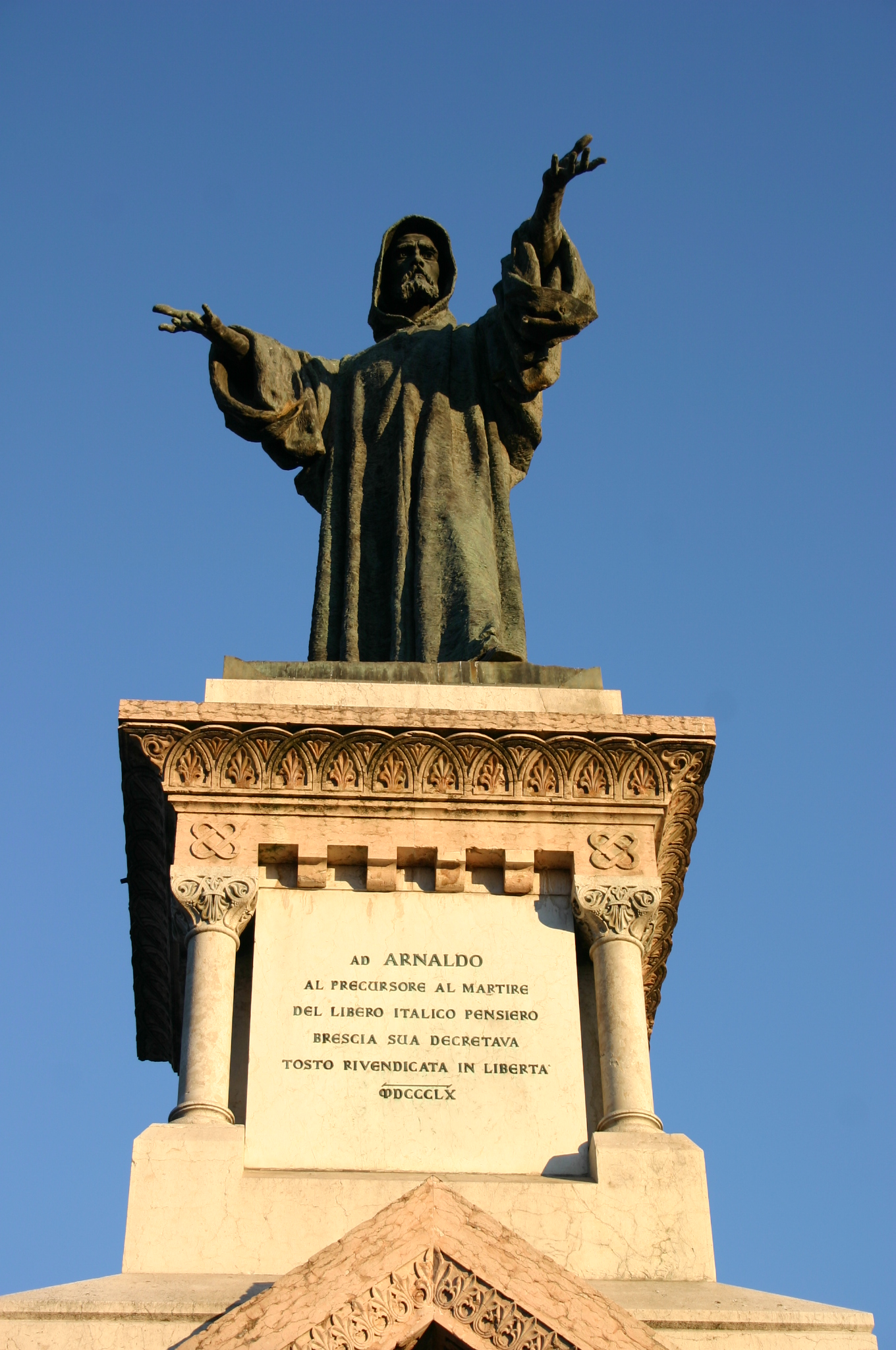
Monument à Arnaud de Brescia
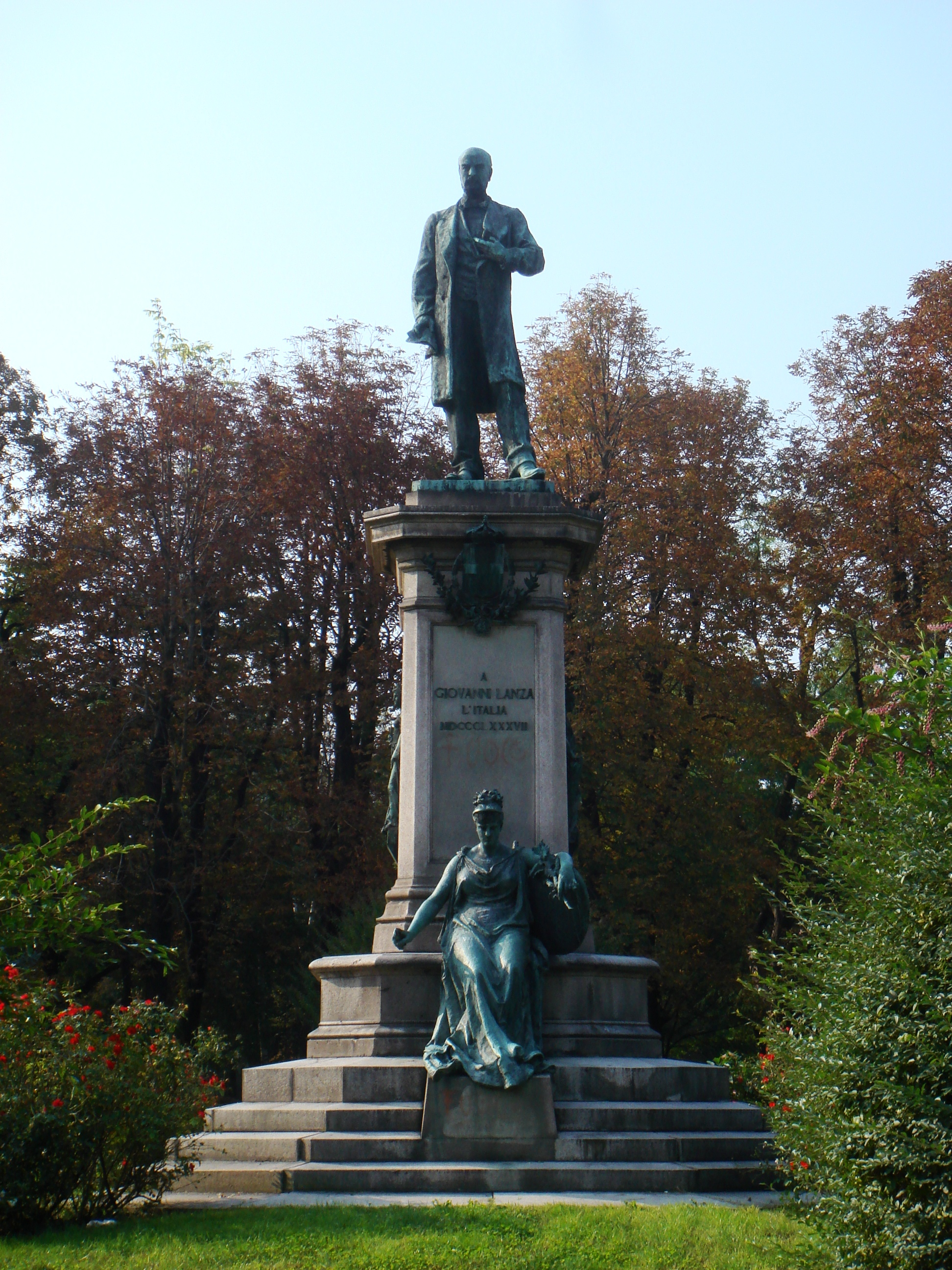
Monument à Giovanni Lanza

Après 1867, sa production a été orientée plutôt vers des œuvres de genre, principalement des figures féminines faciles à mettre en place et à réaliser, qui lui ont valu une grande popularité et ont été largement reproduites.
Ses œuvres sont caractérisées par une touche personnelle mariant une recherche de ressemblance due à sa formation naturaliste avec des éléments romantiques en accentuant les traits. Les expressions sont plus mesurés quand il s'agit de monuments commémoratifs. Ces des œuvres de genres révèlent une esthétique qui vise à faciliter la compréhension, la communication vivante et directe du message. Cela a contribué à la popularité de l'artiste, qui a participé aux grandes expositions italiennes mais aussi à celles de Paris et de Vienne.

### Élèves
Parmi ses élèves les plus fidèles on trouve : Giacomo Ginotti (it) (1845-1897), Davide Calandra (it) (1856-1915), Pietro Canonica (1869-1959), César Biscarra (1866-1943), Giuseppe Realini (Ligornetto, 1856-Turin, 1925), Leonardo Bistolfi (1859-1933), Emmanuel Villanis (1858-1914).